# Истлейк-Смит, Глэдис
Глэдис Ширли Истлейк-Смит (англ. Gladys Shirley Eastlake Smith); (14 августа 1883 ― 18 сентября 1941 года), также известна как Гвендолин Истлейк-Смит (англ. Gwendoline Eastlake-Smith) и Глэдис Лэмплуг (англ. Gladys Lamplough) (после замужества) ― британская теннисистка. Была удостоена золотой медали на летних Олимпийских играх 1908 года в Лондоне.

## Ранняя жизнь
Глэдис Ширли Истлейк-Смит родилась в Сиденхэм, Льюишам, Кент 14 августа 1883 года. Она была дочерью Чарльза Истлейка-Смита и Лиззи Смит (урождённой Купер). Её отец играл за футбольные клубы «Кристал Пэлас» и «Уондерерс», а также провёл один матч за национальную сборную Англии в 1876 году.

## Спортивная карьера
Одержала победу на соревнованиях, проводимых Всеанглийским клубом лаун-тенниса и крокета в миксте в 1905 году вместе с Реджинальдом Дохерти (в зальном турнире). Выиграла в турнире в Монте-Карло в 1906, 1907 и 1908 годах, также одержала победу в миксте Женского зального турнира по теннису Лондона в октябре 1906 и в 1907 года, и вышла в финал соревнования в октябре 1907 года. Выиграла соревнования Всеанглийского клуба в миксте (также зальный турнир) во второй раз в 1908 году вместе с Энтони Уайлдингом. В том же году была удостоена золотой медали в женском одиночном зальном турнире на Олимпийских играх в Лондоне. Она обыграла англичанку Виолет Пинкни со счётом 7-5, 7-5 в четвертьфинале, шведку Эльзу Валленберг со счётом 6-4, 6-4 в полуфинале, и англичанку Элис Грин со счётом 6-2, 4-6, 6-0 в финале.
Через два дня после победы на Олимпиаде, Глэдис вышла замуж за Уоррема Генри Ламплуга, врача и хирурга. Вышла в полуфинал женского одиночного разряда на Уимблдонском турнире, уже будучи замужем, в 1908 и 1910 годах, и завоевала титул чемпиона в женском одиночном разряде в Королевских играх в 1910 году. Выиграла на соревнованиях «Смешанные брачные пары» в 1913 году вместе с мужем. Последним её выходом было выступление в женском одиночном разряде на Уимблдонском турнире в 1921 году.